# (73456) 2002 ND38
(73456) 2002 ND38 – planetoida z pasa głównego asteroid okrążająca Słońce w ciągu 5,39 lat w średniej odległości 3,07 j.a. Odkryta 9 lipca 2002 roku.